# Centerville (Teksas)
Centerville – miasto w Stanach Zjednoczonych, w stanie Teksas, w hrabstwie Leon. W 2000 roku liczyło 903 mieszkańców.